# Arnica
Genre
Classification phylogénétique
Synonymes
- Aliseta Raf.[1]
- Arnicula Kuntze[1]
- Gerbera Boehm.[1]
- Mallotopus Franch. & Sav.[1]
- Peritris Raf.[1]
- Whitneya A.Gray[1]

Arnica est un genre d'une quarantaine d'espèces de plantes à fleur pérennes et herbacées, appartenant à la famille des Asteraceae. Ce genre montagnard se développe essentiellement dans les régions tempérées d'Amérique du Nord. Seules deux espèces sont indigènes du continent eurasiatique : Arnica angustifolia et Arnica montana.

## Dénominations
L'étymologie de « arnica » est mal connue ; ce nom proviendrait peut-être de l'arabe comme il en était d'usage à l'époque, mais il est plus probable qu'il vienne d'une altération latine du grec ancien πταρμική « ptarmique » (plante dont les fleurs font éternuer) du substantif πταρμός « éternuement », du verbe πταίρω forme moyenne πτάρνυμαι « éternuer ». La forme moyenne explique la substitution de n à m dans la forme grecque qui est à l'origine de la forme latine. L'amuïssement de pt s'explique par le fait que le latin ne connaît pas ce groupe de consonne à l'initiale. Cette étymologie fait clairement allusion aux propriétés sternutatoires de l'arnica. Par ailleurs, Jean-Michel Fehr la recommande en 1678 comme poudre à priser et à éternuer purgeant le nez, et en tant que panacée contre coups et hématomes.

## Caractéristiques

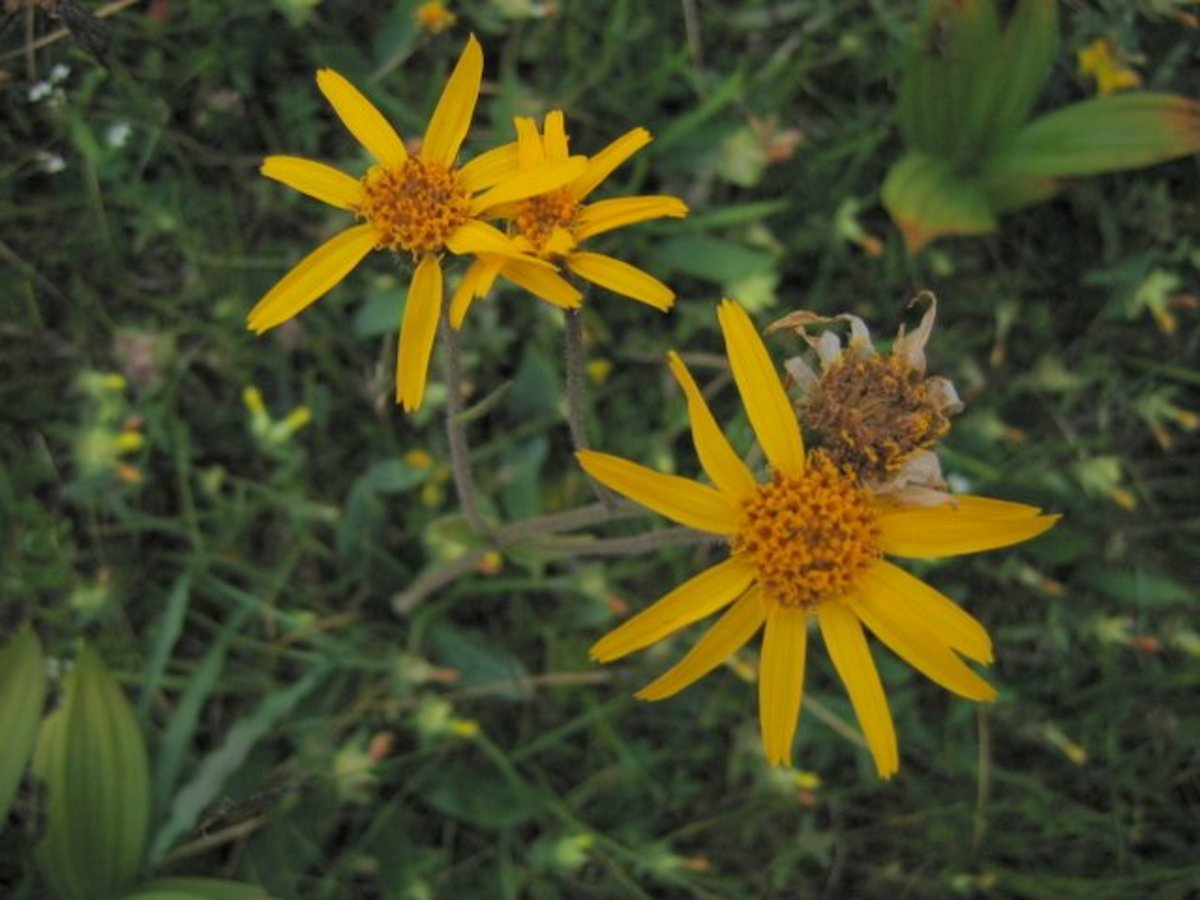
Arnica des montagnes en Slovénie.

Les espèces du genre Arnica ont une hampe florale peu ramifiée. Elles portent des feuilles duveteuses, opposées vers l'apex de la tige. Ces feuilles sont ovoïdes, tannées. Les basales forment une rosette.
Elles développent de grands capitules jaunes ou orange de 6-8 cm de largeur avec 10-15 longs fleurons ligulés en rayons et de nombreux fleurons tubulés au centre. Les bractées poilues sont chacune associées à un capitule. Carl von Linné, au XVIIIe siècle, donne pour caractères distinctifs des espèces d'Arnica, toutes les semences aigrettées, et cinq filaments stériles dans les demi-fleurons. Les fleurs ont une odeur aromatique légère.
Le fruit semblable à la graine est surmontée d'un pappus lui-même plumé de soies brun, rousses, blanches ou pâles.

## Taxonomie
D'après Pierandrea Mattioli, dans la Grèce antique, la plante nommée par Dioscoride alcimos, c'est-à-dire « salutaire » serait l'arnica des montagnes. Selon Paul Victor Fournier, ce serait Matthaeus Silvaticus, au XIVe siècle, qui serait le premier à l'avoir nommé « ptarmica». Cependant la plante est confondue avec le genre Alisma ou Damasonium. Ce nom sera repris par Conrad Gesner au XVIe siècle, puis transformé par le médecin allemand Jean-Michel Fehr en « arnica » au XVIIe siècle. 
Par la suite de nombreuses dénominations se succédèrent. En effet, la proximité du genre Arnica avec le genre Doronicum souleva de nombreuses polémiques entre le XVIIe et le XIXe siècle. Joseph Pitton de Tournefort, au XVIIe siècle, l'insère pour la première fois dans le genre Doronicum et la nomme « Doronicum plantaginis folio alternum ». Carl von Linné, au XVIIIe siècle, donne pour caractères distinctifs de l'arnica, toutes les semences aigrettées, et cinq filaments stériles dans les demi-fleurons. Il crée donc des genres distincts et nomme l'espèce selon sa méthode binomiale « Arnica montana ». À la même époque, Jean-Baptiste de Lamarck classe le genre Arnica au sein des Doronic et la nomme « Doronicum oppositifolium ». De même, selon Bernard de Jussieu et Pierre Jean François Turpin, le premier des caractères de Linné est trop peu important pour établir une distinction générique, et le second n'existerait pas. D'autres noms voient alors le jour comme « Doronicum montanum » en 1786 et « Doronicum arnica » en 1804. Un genre intermédiaire entre Arnica et Doronicum voit même le jour : le genre Aronicum, aujourd'hui caduc et dont la totalité des espèces se situe au sein du genre Doronicum. La classification actuelle retiendra celle de Carl von Linné.

## Utilisations

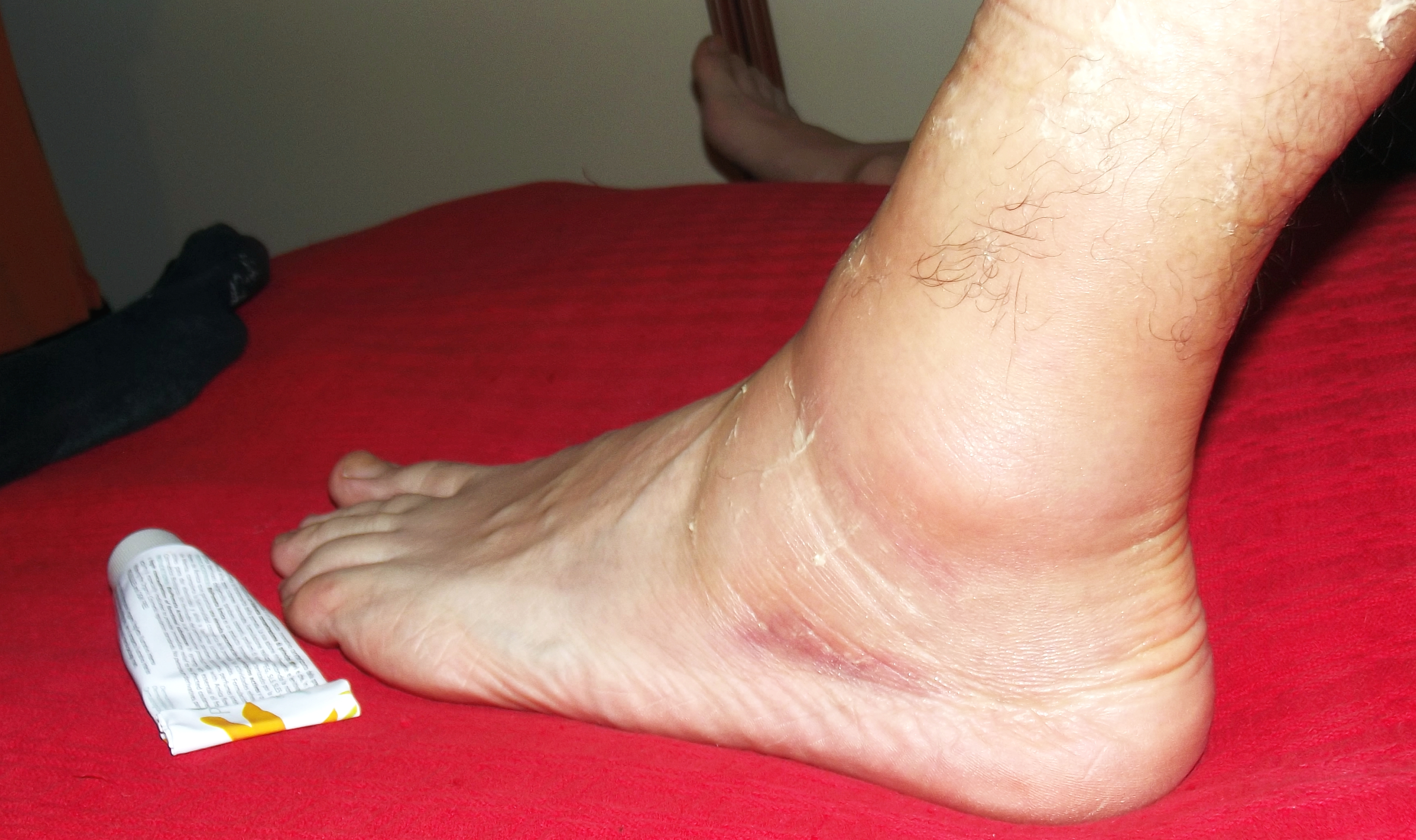
Pommade à l'Arnica des montagnes utilisée pour soigner une entorse.

En médecine traditionnelle, l'usage de l'arnica des montagnes est décrit dans des pharmacopées européennes pour son usage sur le traitement de petits traumatismes comme les hématomes ou les troubles menstruels légers.
Afin de fournir les laboratoires pharmaceutiques, dont la demande européenne annuelle est estimée à 50 tonnes de capitules secs, cette arnica est cueillie à l'état sauvage. Cependant, cette demande croissante en produits phytothérapeutiques et homéopathiques et sa rareté semblent antinomiques. En effet, devant la raréfaction des stations sauvages, la cueillette tend à se concentrer sur quelques sites et à les surexploiter. De plus, sa culture reste à l'heure actuelle aléatoire tant ses exigences sont nombreuses. Néanmoins, des alternatives se mettent en place : la recherche sur sa culture avance, l'Allemagne et la communauté européenne ont ouvert leur pharmacopée pour accueillir une plante thérapeutiquement équivalente originaire d'Amérique du nord (Arnica chamissonis subsp. foliosa) tandis que d'autres mettent en place des conventions entre les différentes parties en jeu afin de concilier économie et écologie.
Dans la partie occidentale de l’Amérique du Nord, de l’Alaska et au nord du Mexique, on trouve également trois espèces d'Arnica : Arnica fulgens, Arnica sororia et Arnica cordifolia.

## Efficacité
Bien que des études in-vitro de pharmacologie aient indiqué un effet analgésique et anti-inflammatoire chez la souris, le rat et, dans une moindre mesure, l'humain il n'existe pas d'étude clinique ayant confirmé la présence de tels effets. Les effets sur les douleurs d'arthrose des mains, des muscles, des chocs en général et l'insuffisance veineuse n'ont pas été prouvés par des études et l'utilisation de l'arnica repose essentiellement sur la tradition. Les études sur les préparations homéopathiques n'ont pas montré d'efficacité supérieure à un placebo.

## Ensemble des espèces
Selon GBIF (19 novembre 2022) :
- Arnica acaulis (Walter) Britton
- Arnica angustifolia Vahl
- Arnica attenuata (Greene) Maguire
- Arnica brevicaulis Raf.
- Arnica caffra L.
- Arnica cernua Howell
- Arnica chamissonis Less.
- Arnica ciliaris Rydb.
- Arnica cordifolia Hook.
- Arnica dealbata (A.Gray) B.G.Baldwin
- Arnica discoidea Benth.
- Arnica fulgens Pursh
- Arnica gracilis Rydb.
- Arnica griscomii Fernald
- Arnica intermedia Turcz.
- Arnica lanceolata Nutt.
- Arnica latifolia Bong.
- Arnica lessingii (Torr. & A.Gray) Greene
- Arnica lonchophylla Greene
- Arnica longifolia D.C.Eaton
- Arnica louiseana Farr
- Arnica mallotopus (Franch. & Sav.) Makino
- Arnica merriamii Greene
- Arnica mollii Schrank
- Arnica mollis Hook.
- Arnica montana L.
- Arnica nevadensis A.Gray
- Arnica nudicaulis (Michx.) Nutt.
- Arnica ovalifolia Greene
- Arnica ovalis Rydb.
- Arnica ovata Greene
- Arnica parryi A.Gray
- Arnica parvifolia Greene
- Arnica pilosella Burm. ex DC.
- Arnica porsildiorum B.Boivin
- Arnica rydbergii Greene
- Arnica sachalinensis (Regel) A.Gray
- Arnica sororia Greene
- Arnica spathulata Greene
- Arnica tomentosa J.M.Macoun ex Greene
- Arnica unalaschcensis Less.
- Arnica venosa Hall
- Arnica viscosa A.Gray
- Arnica ×paniculata A.Nelson

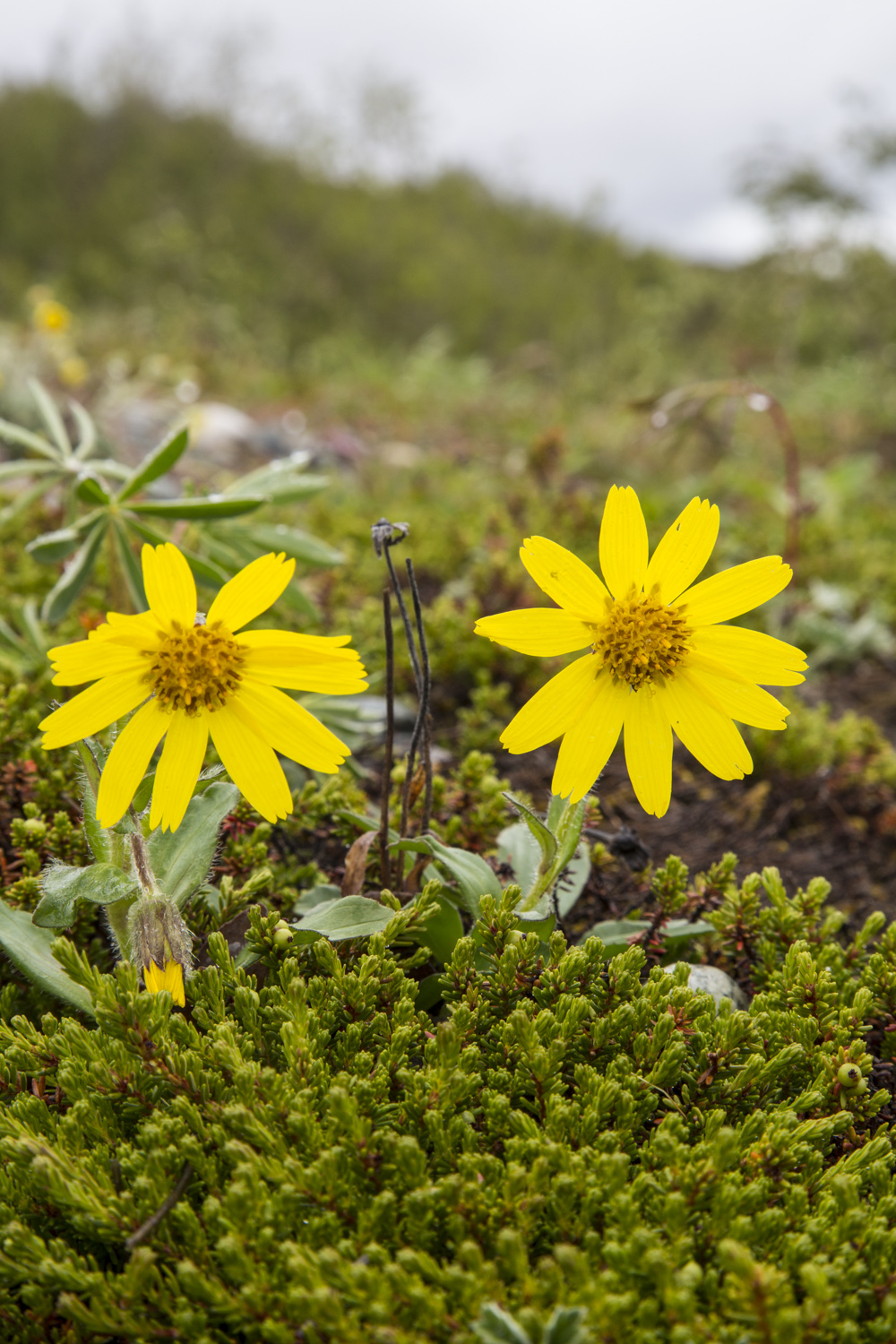
Arnica angustifolia (Alaska, États-Unis).
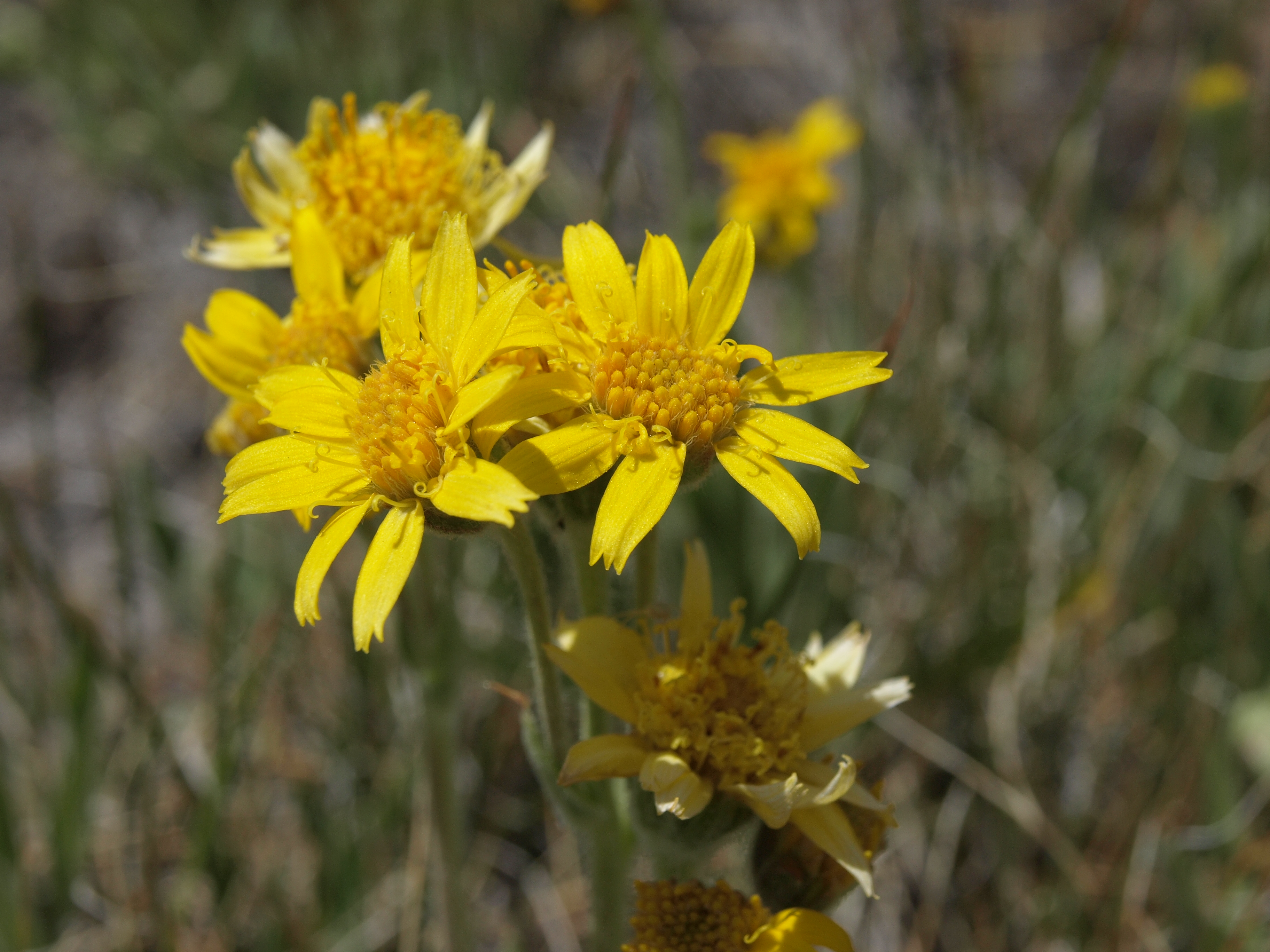
Arnica chamissonis (Californie, États-Unis).
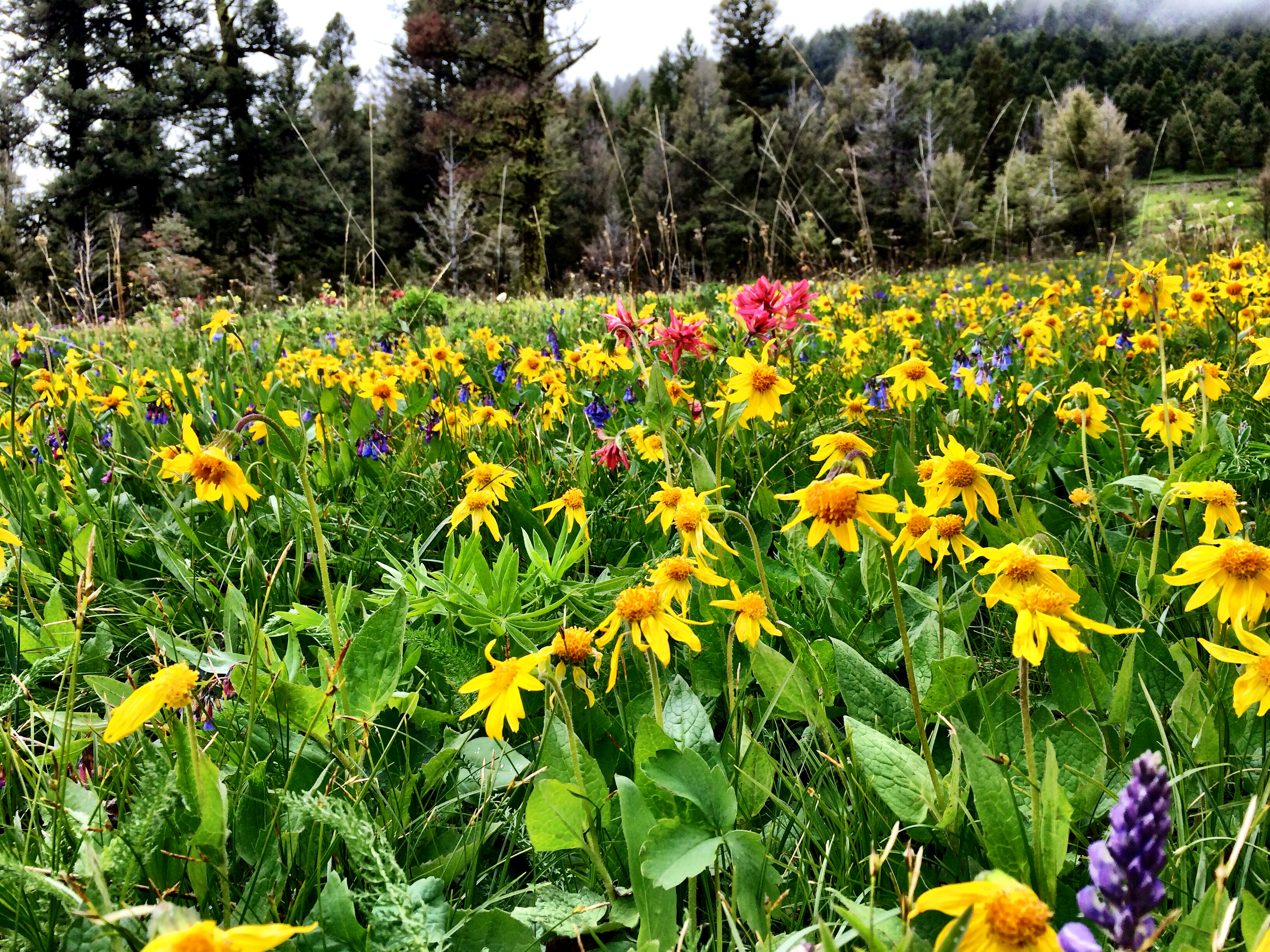
Arnica cordifolia (Montana, États-Unis).
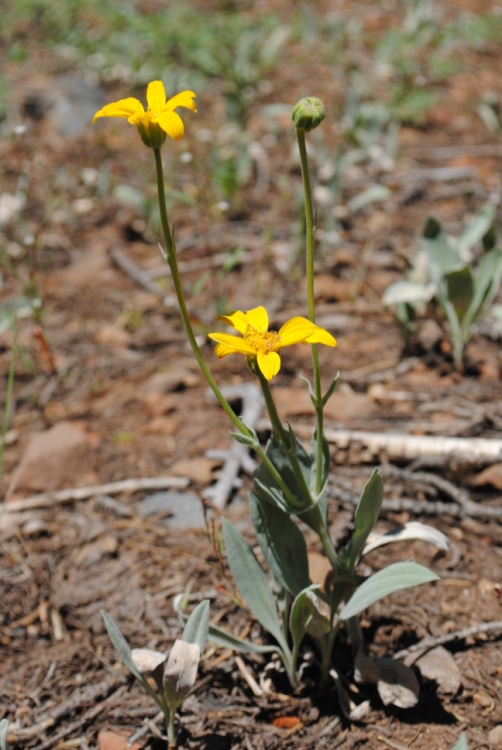
Arnica dealbata (Californie, États-Unis).
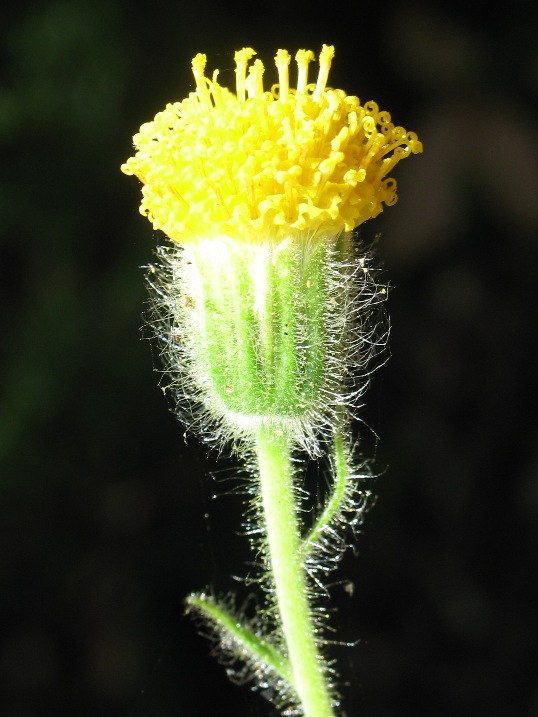
Arnica discoidea (Californie, États-Unis).
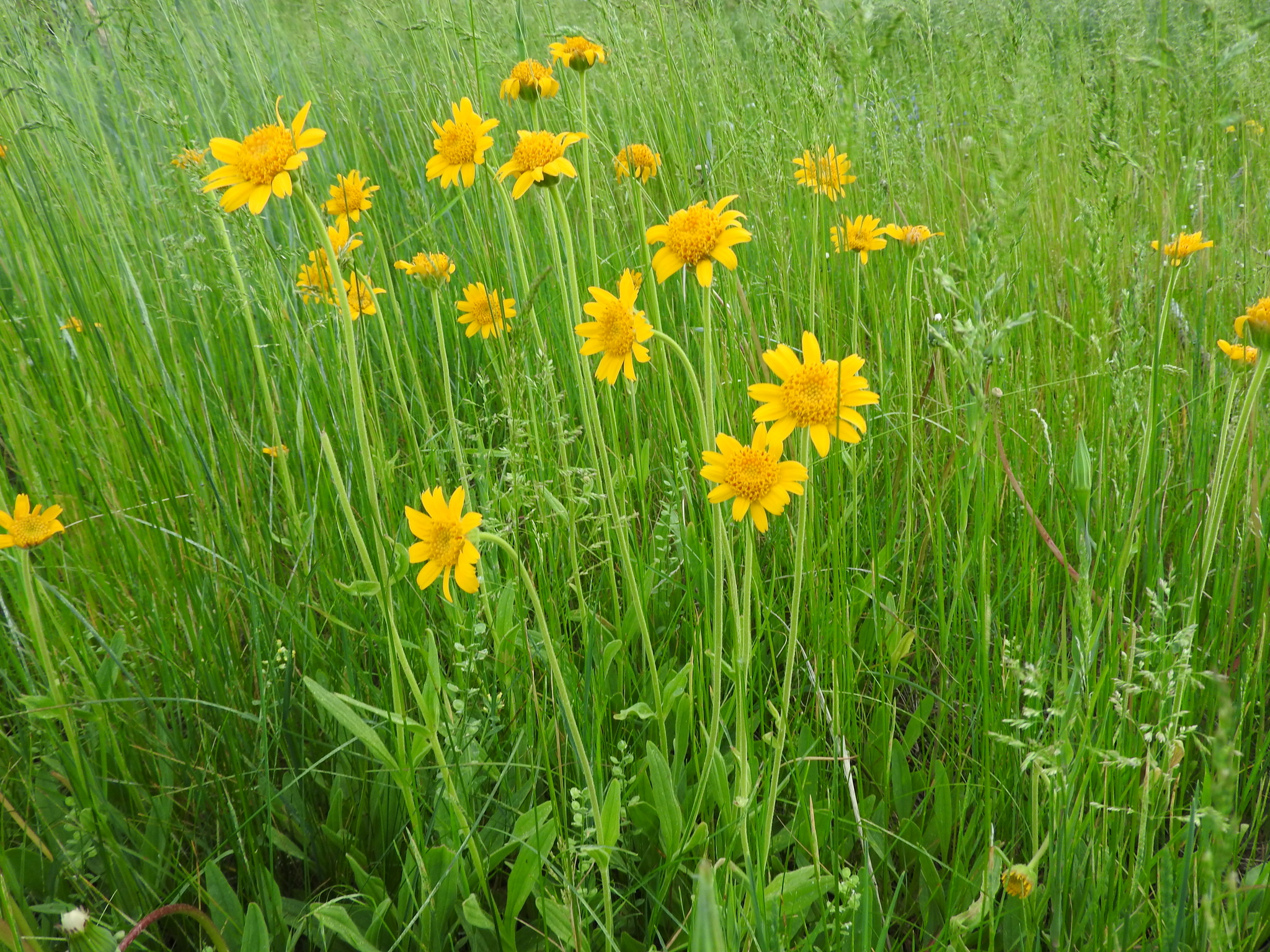
Arnica fulgens (Colorado, États-Unis).
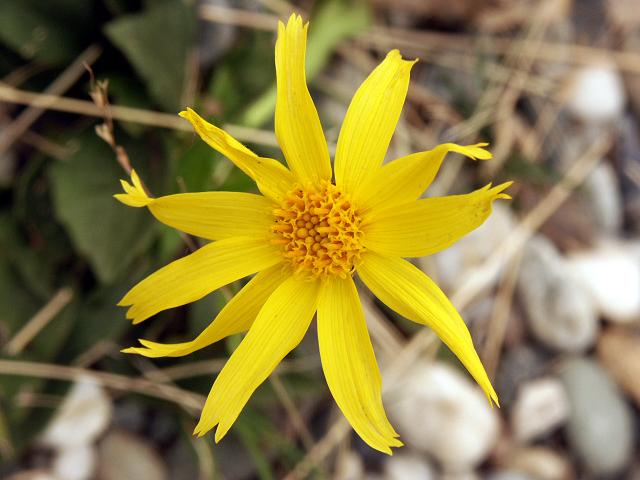
Arnica griscomii (Alaska, États-Unis).
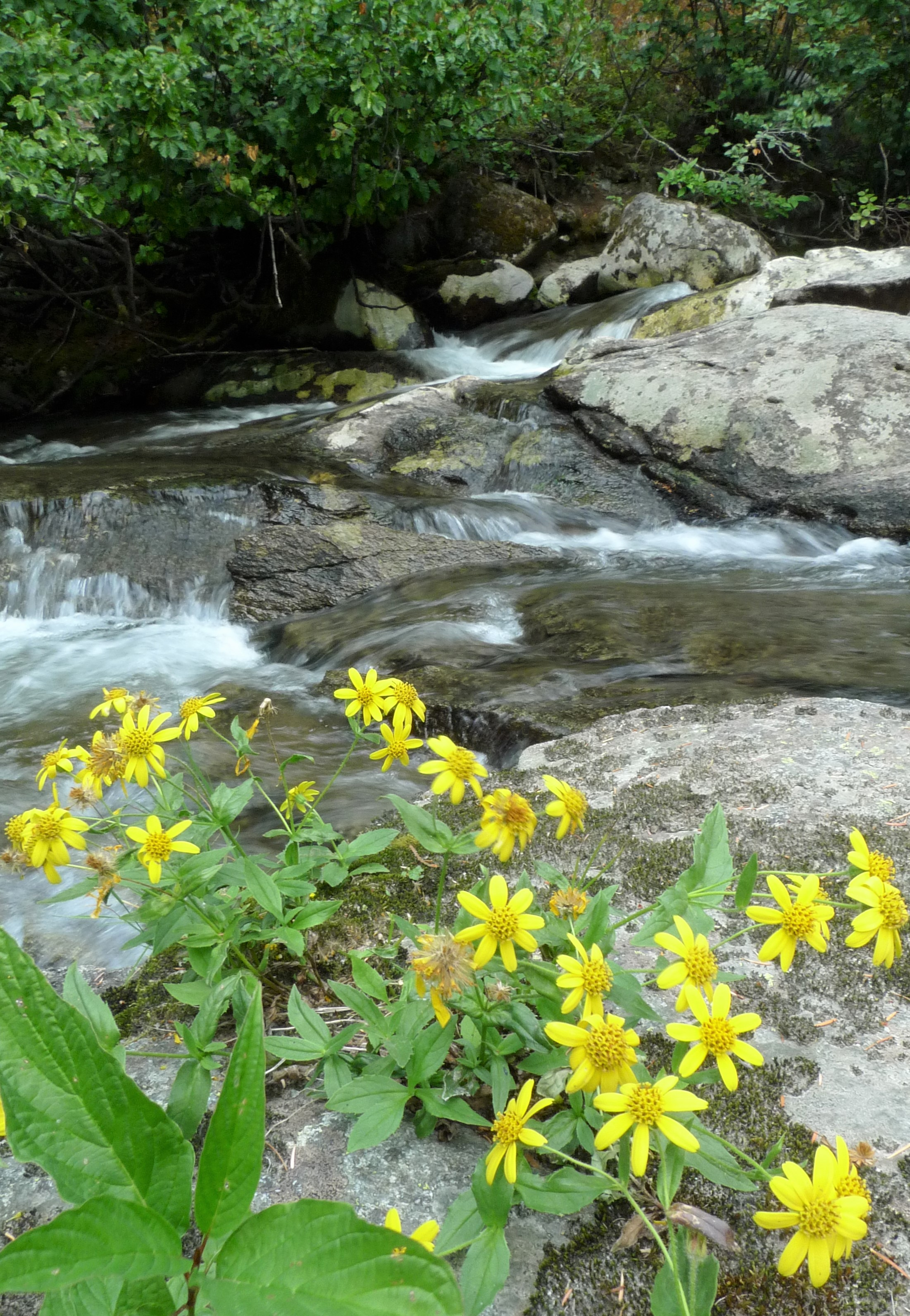
Arnica lanceolata (Washington, États-Unis).
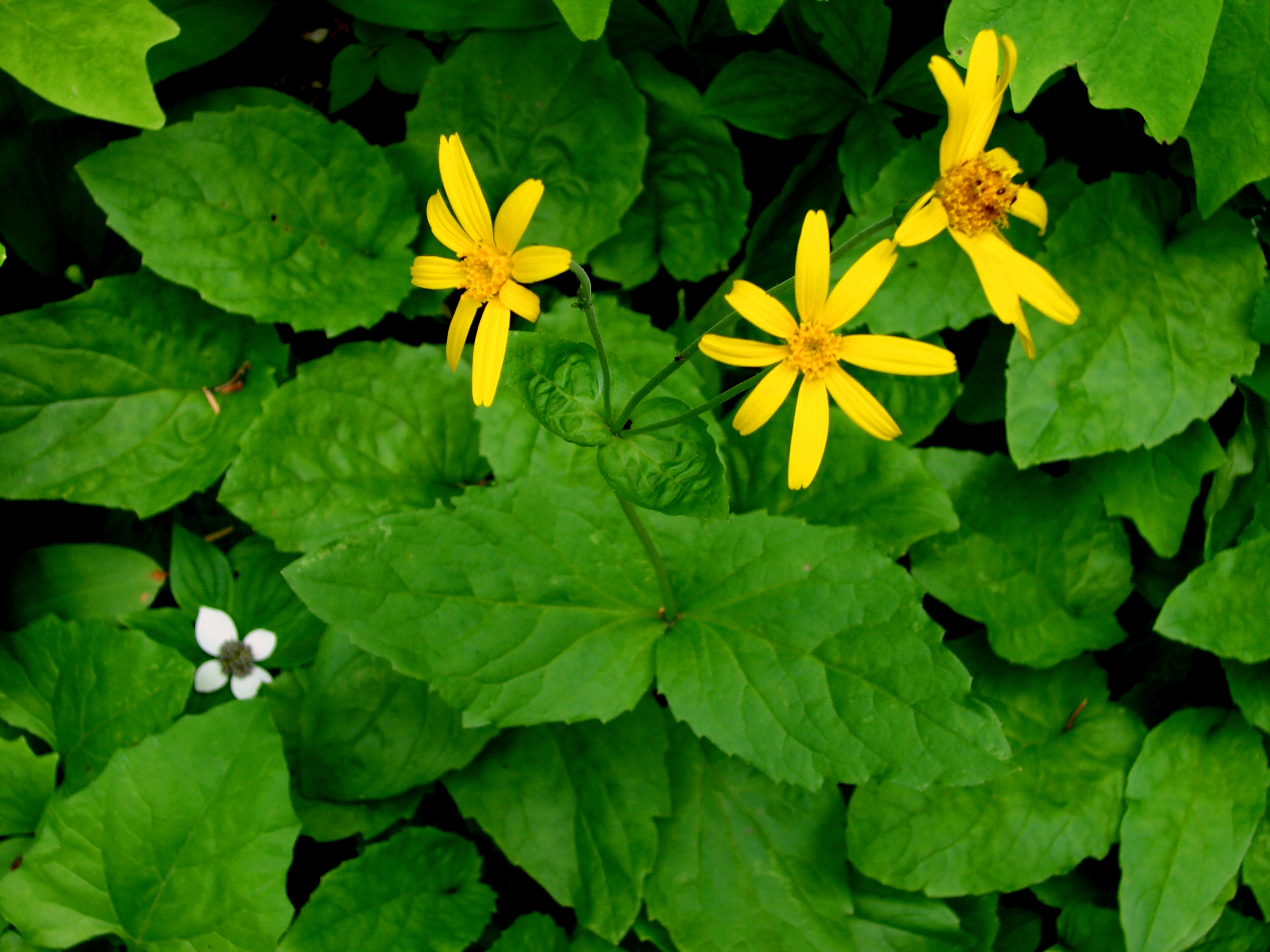
Arnica latifolia (Washington, États-Unis).
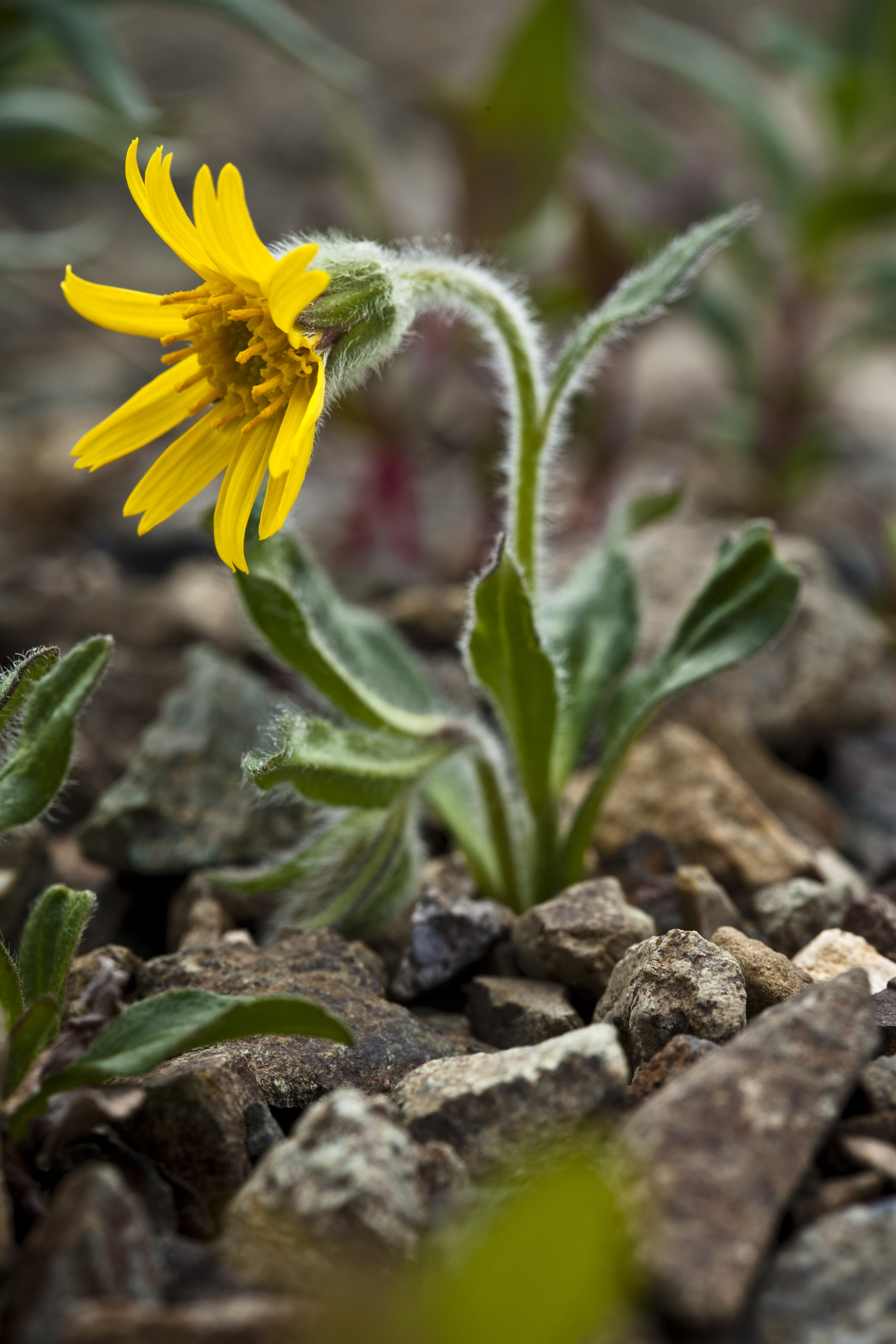
Arnica lessingii (Alaska, États-Unis).
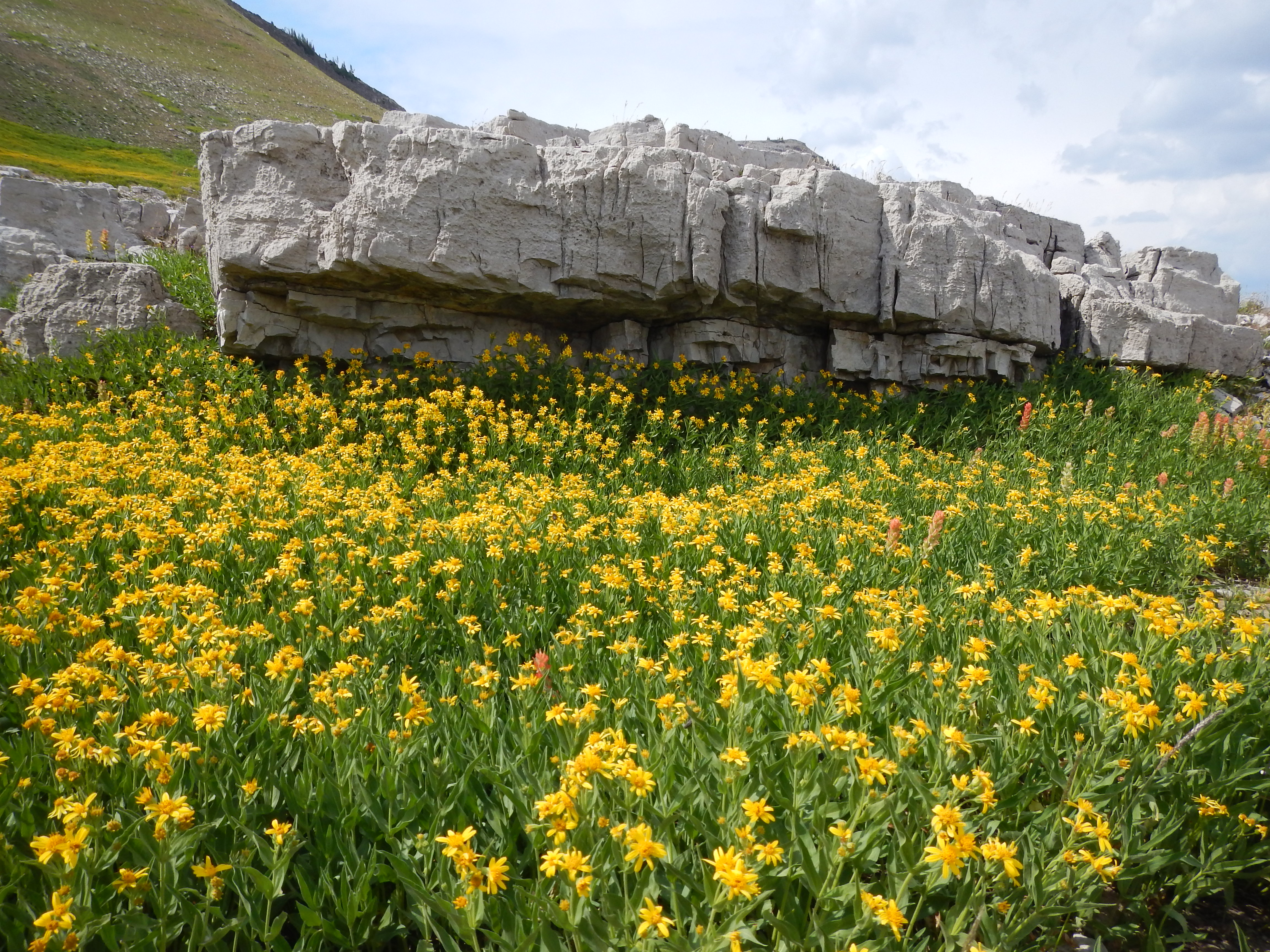
Arnica longifolia (Montana, États-Unis).
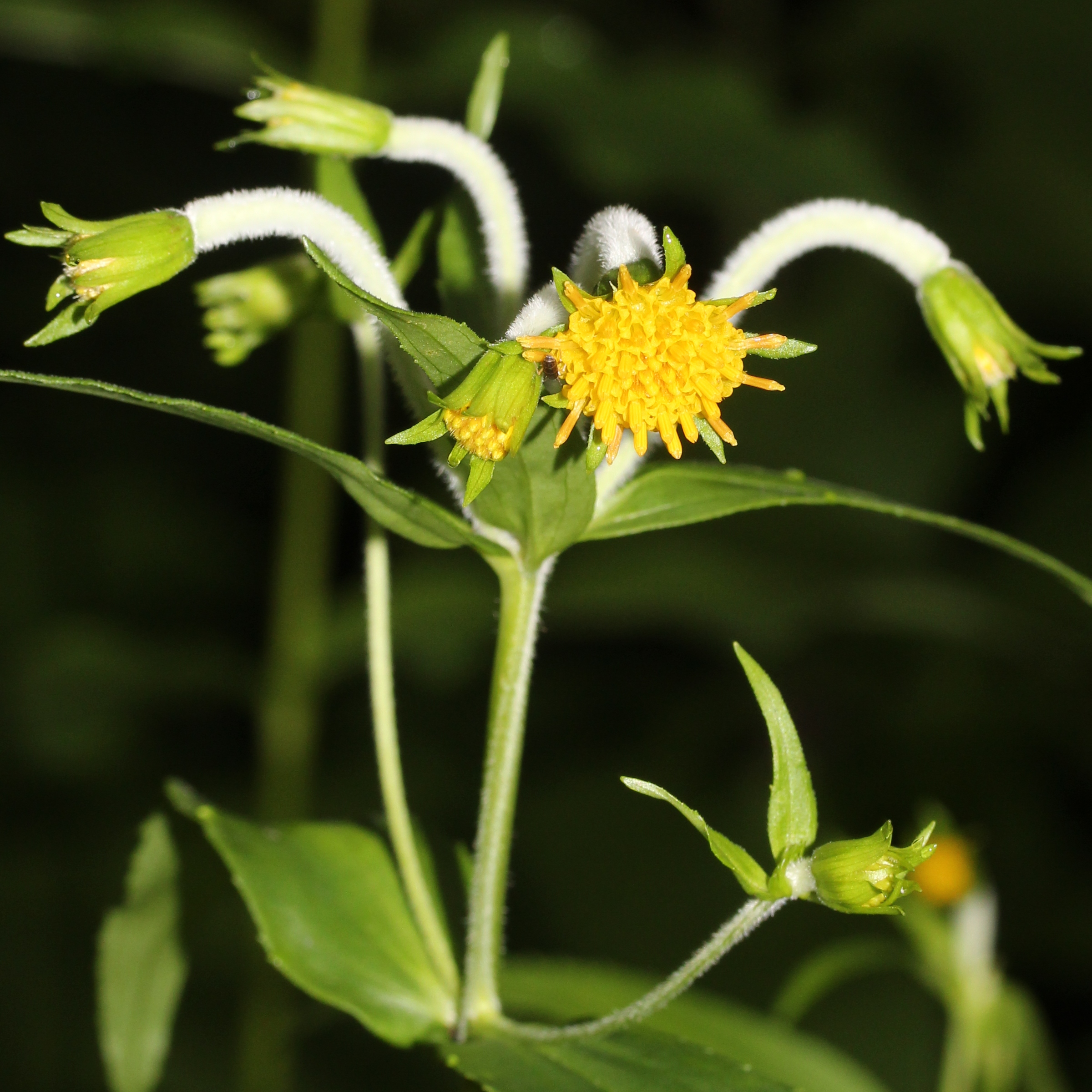
Arnica mallotopus (Japon)
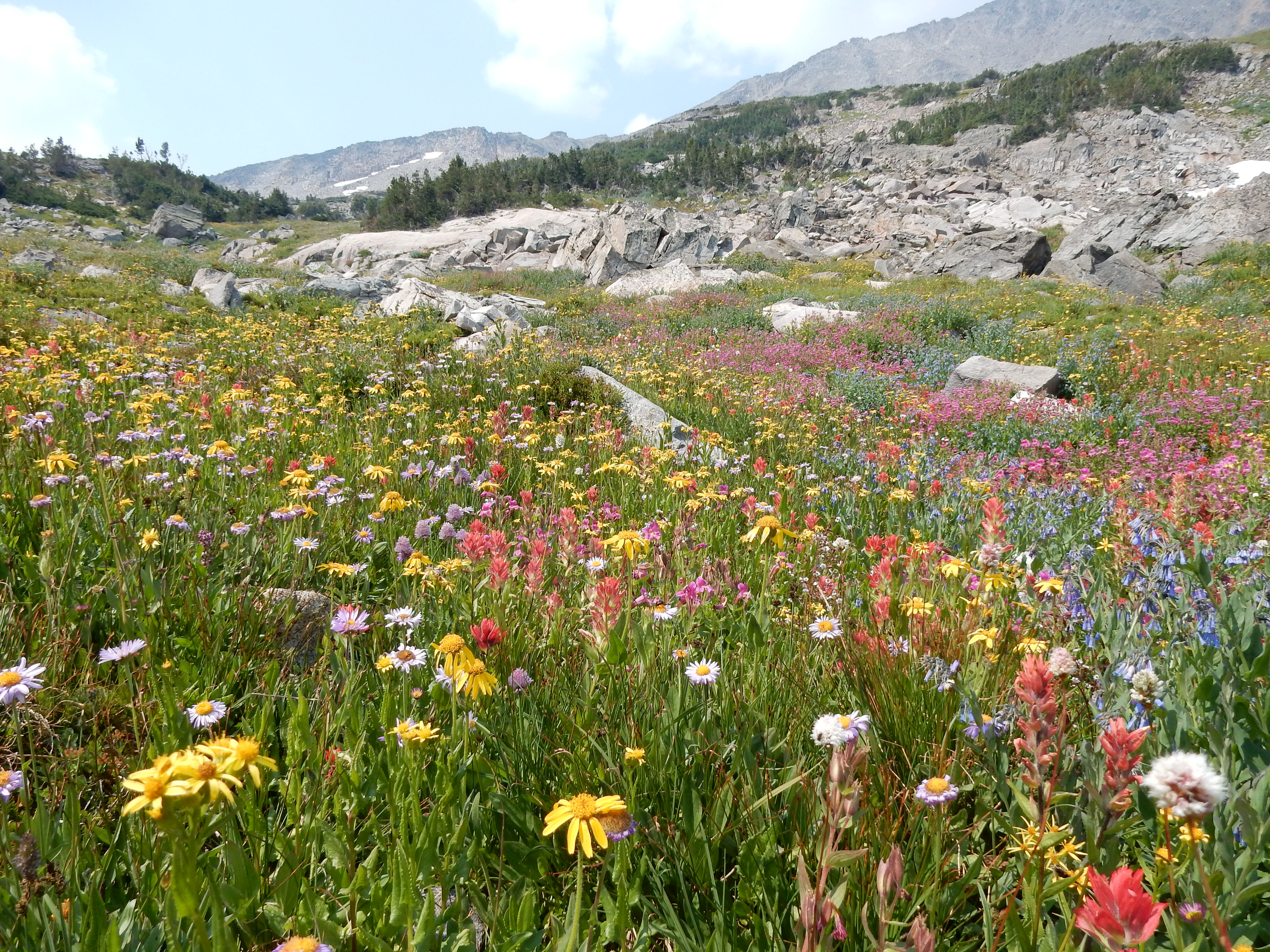
Arnica mollis (Montana, États-Unis).
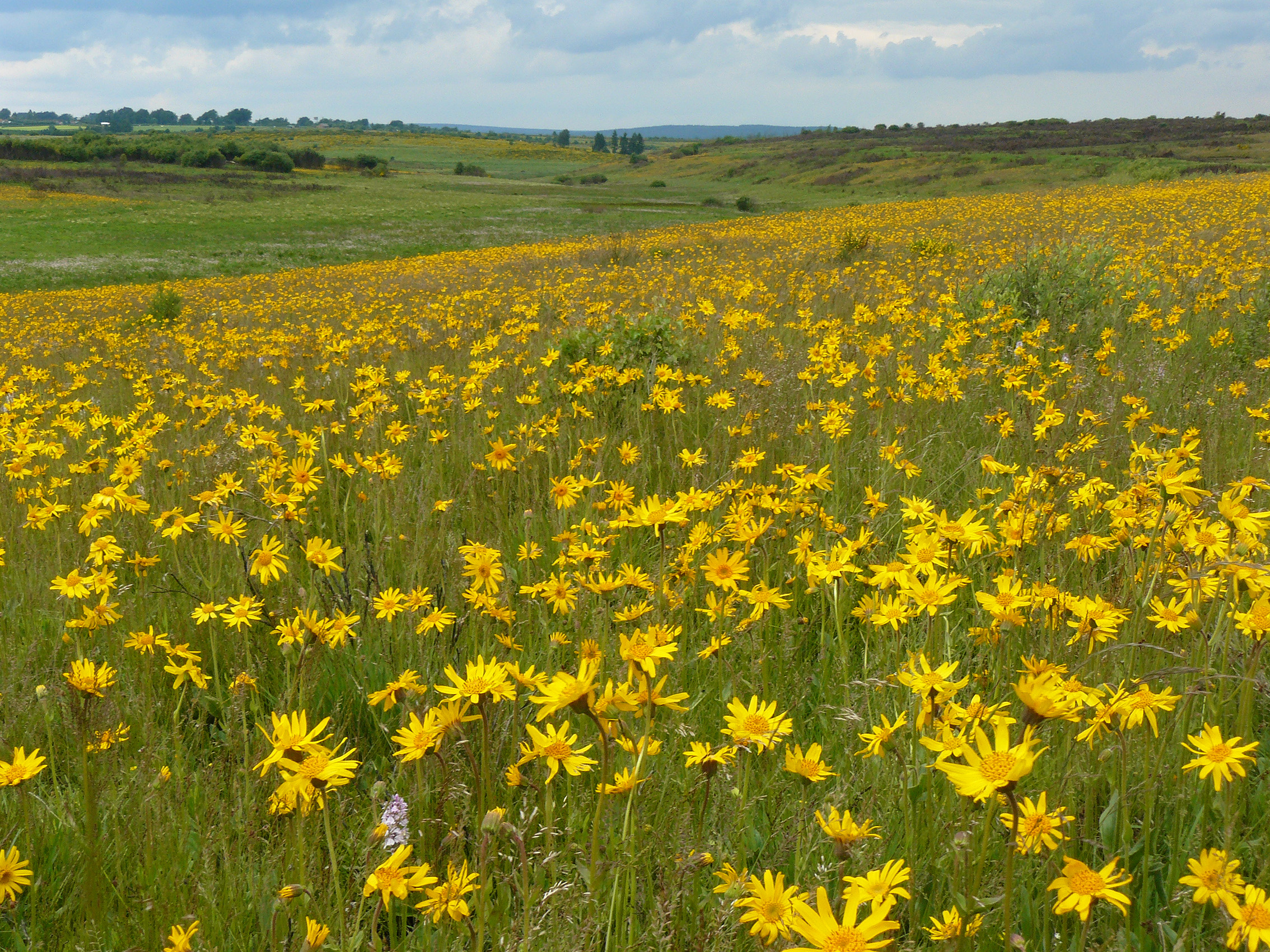
Arnica montana (Belgique).
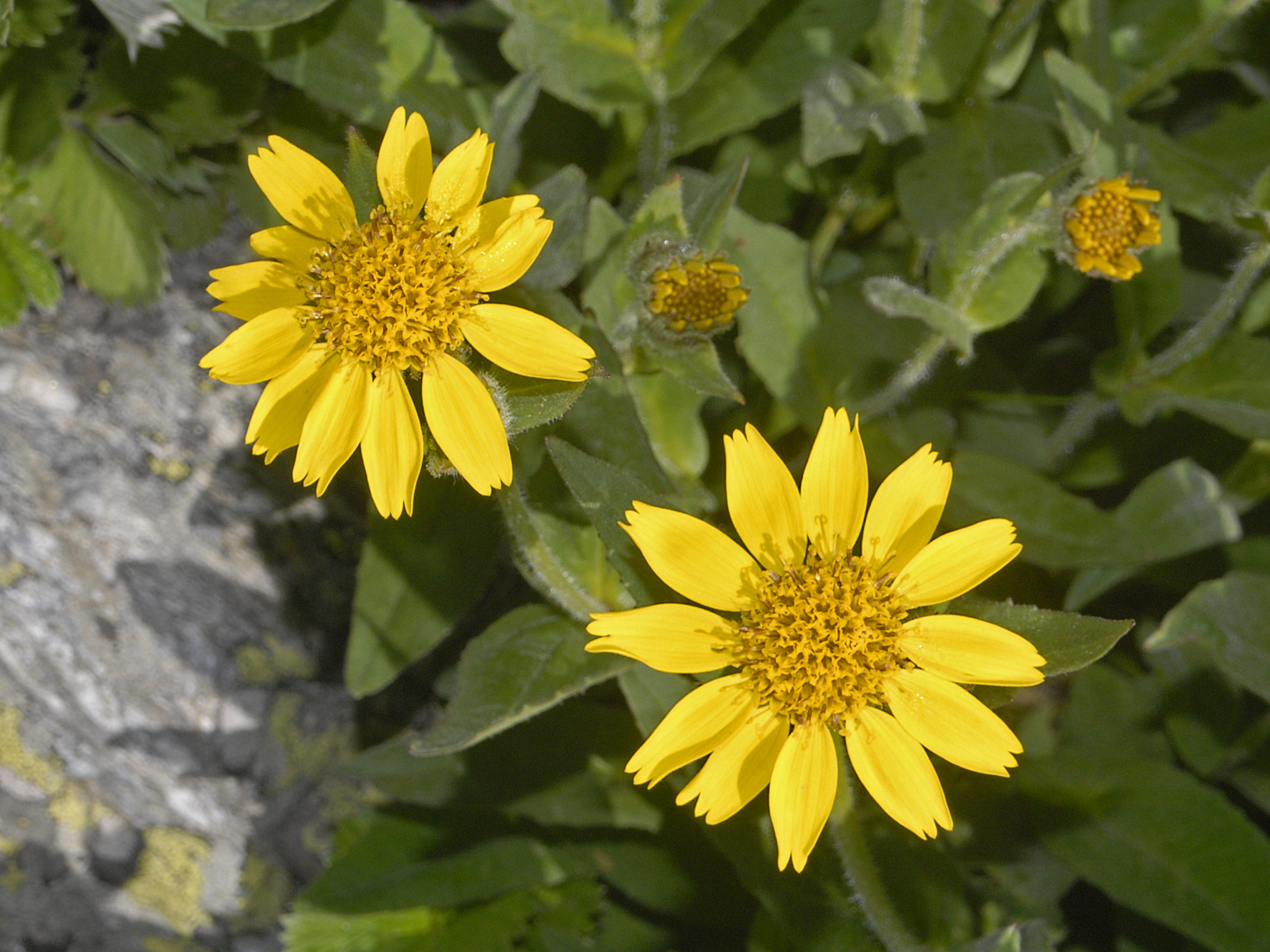
Arnica nevadensis (Jardin botanique alpin Chanousia, France).
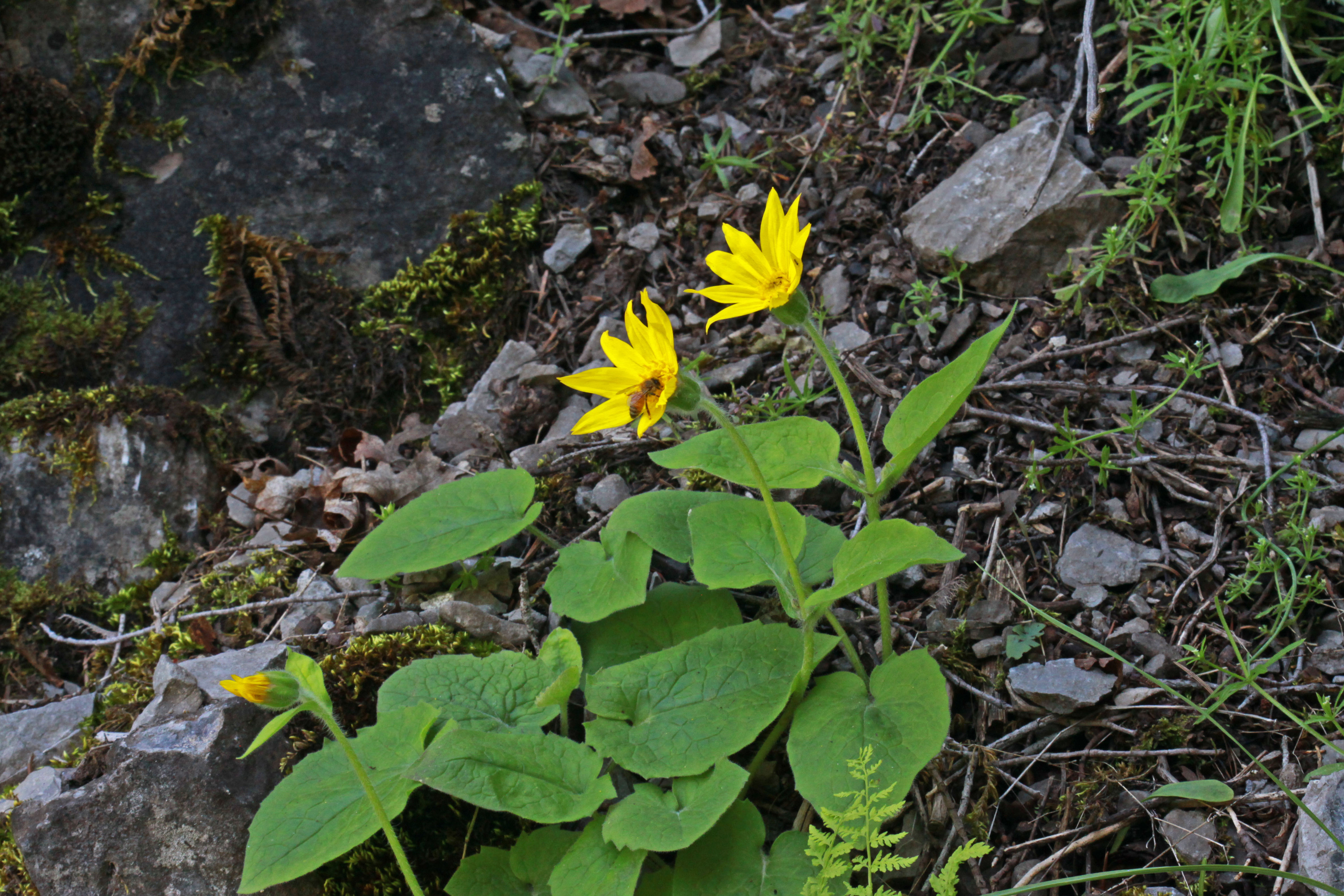
Arnica ovata (Utah, États-Unis).
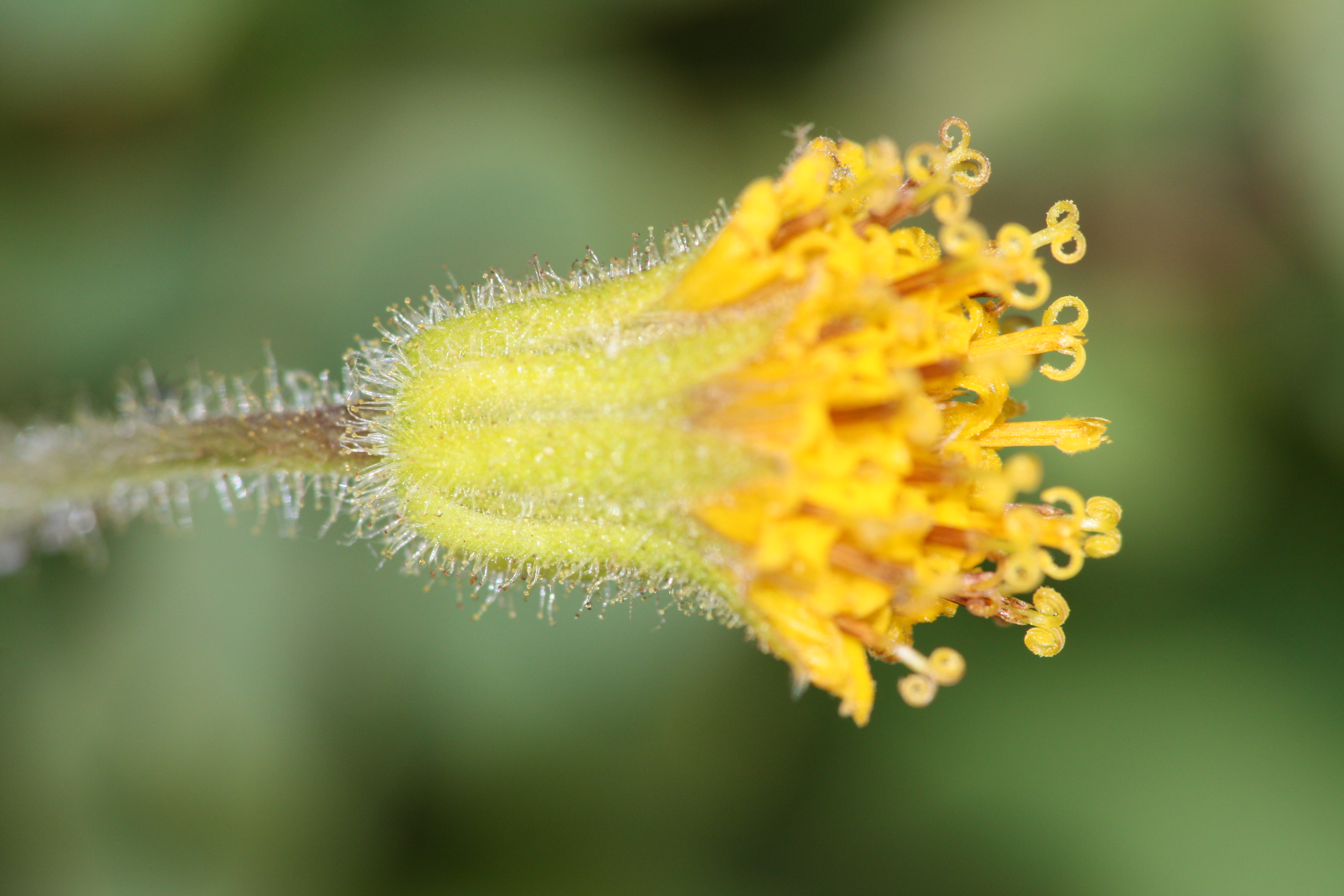
Arnica parryi (Washington, États-Unis).
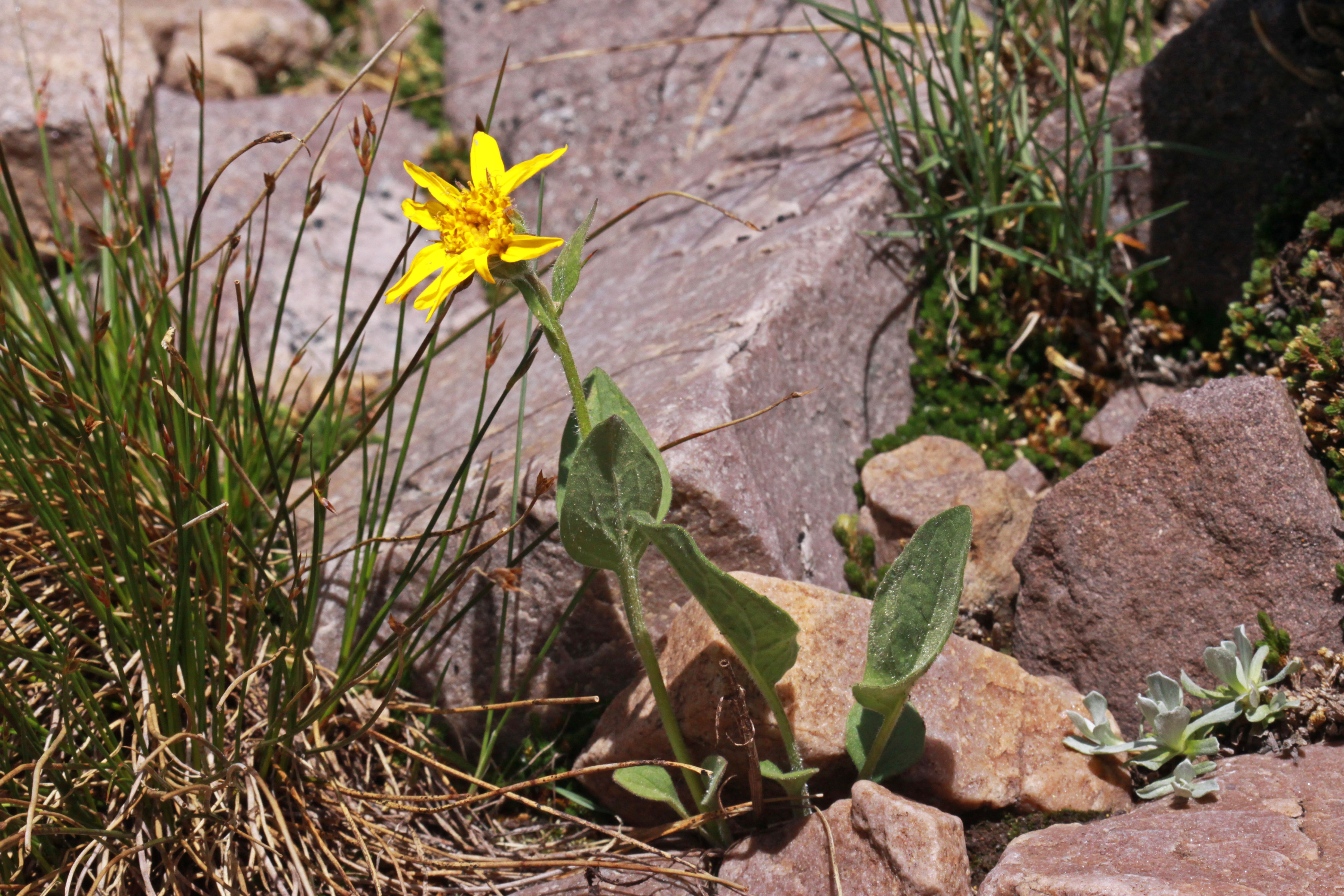
Arnica rydbergii (Utah, États-Unis).
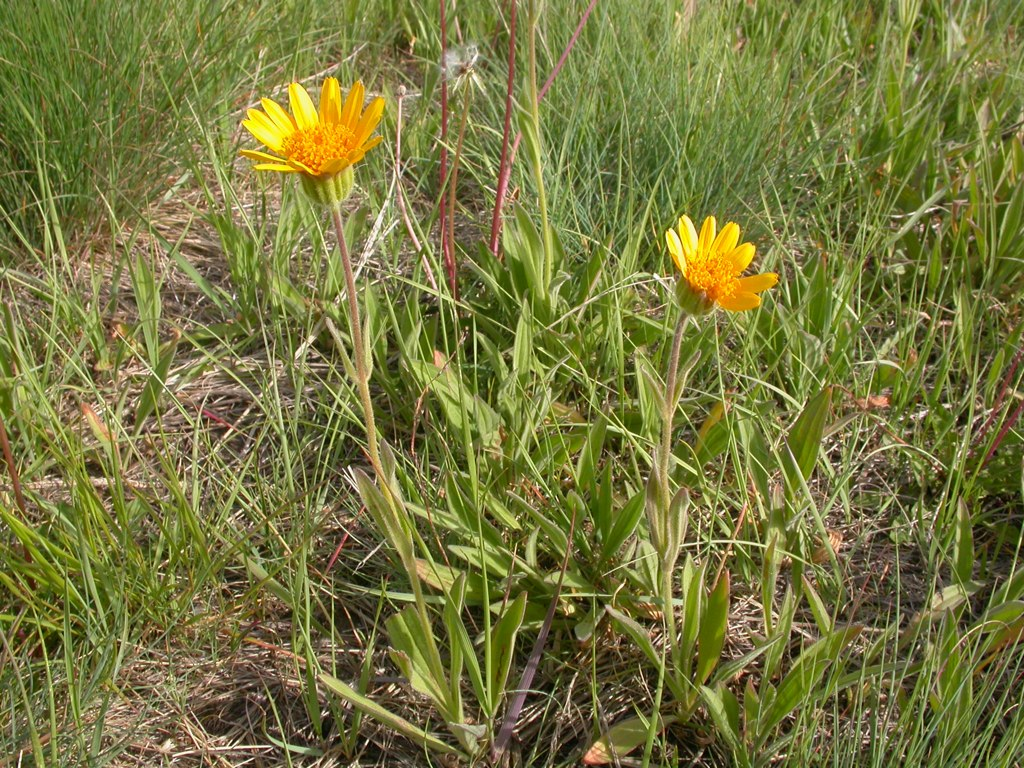
Arnica sororia (Montana, États-Unis).
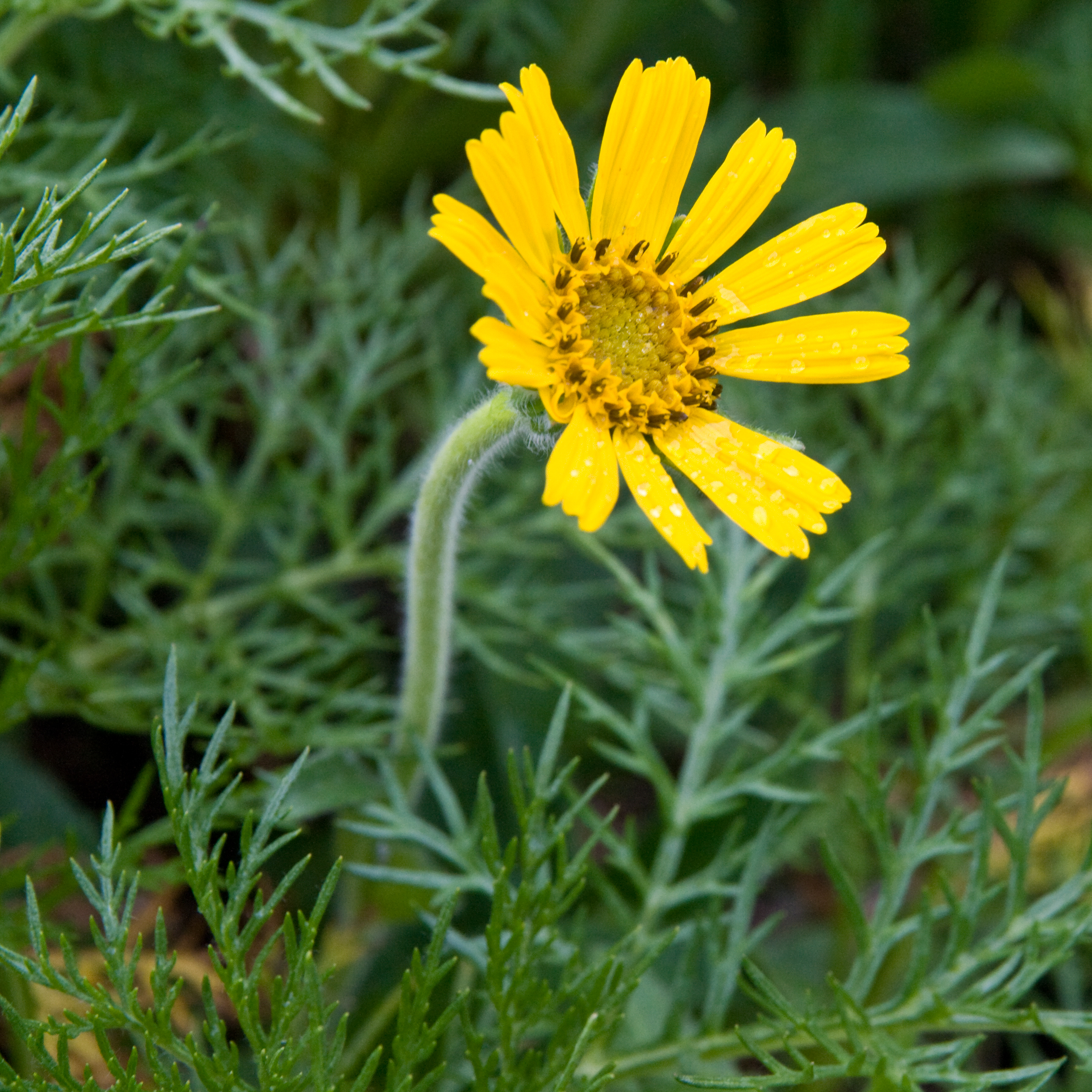
Arnica unalascensis (Japon)
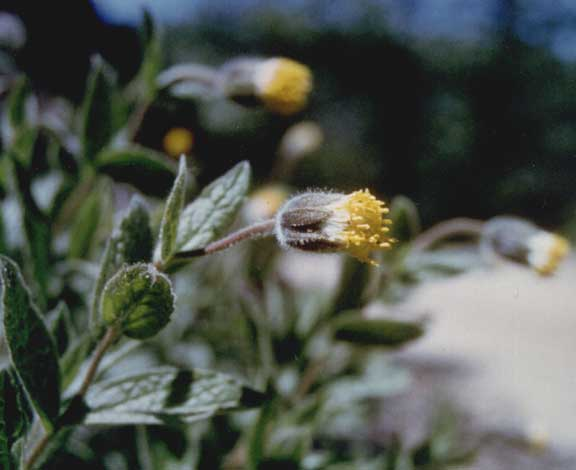
Arnica venosa (États-Unis)
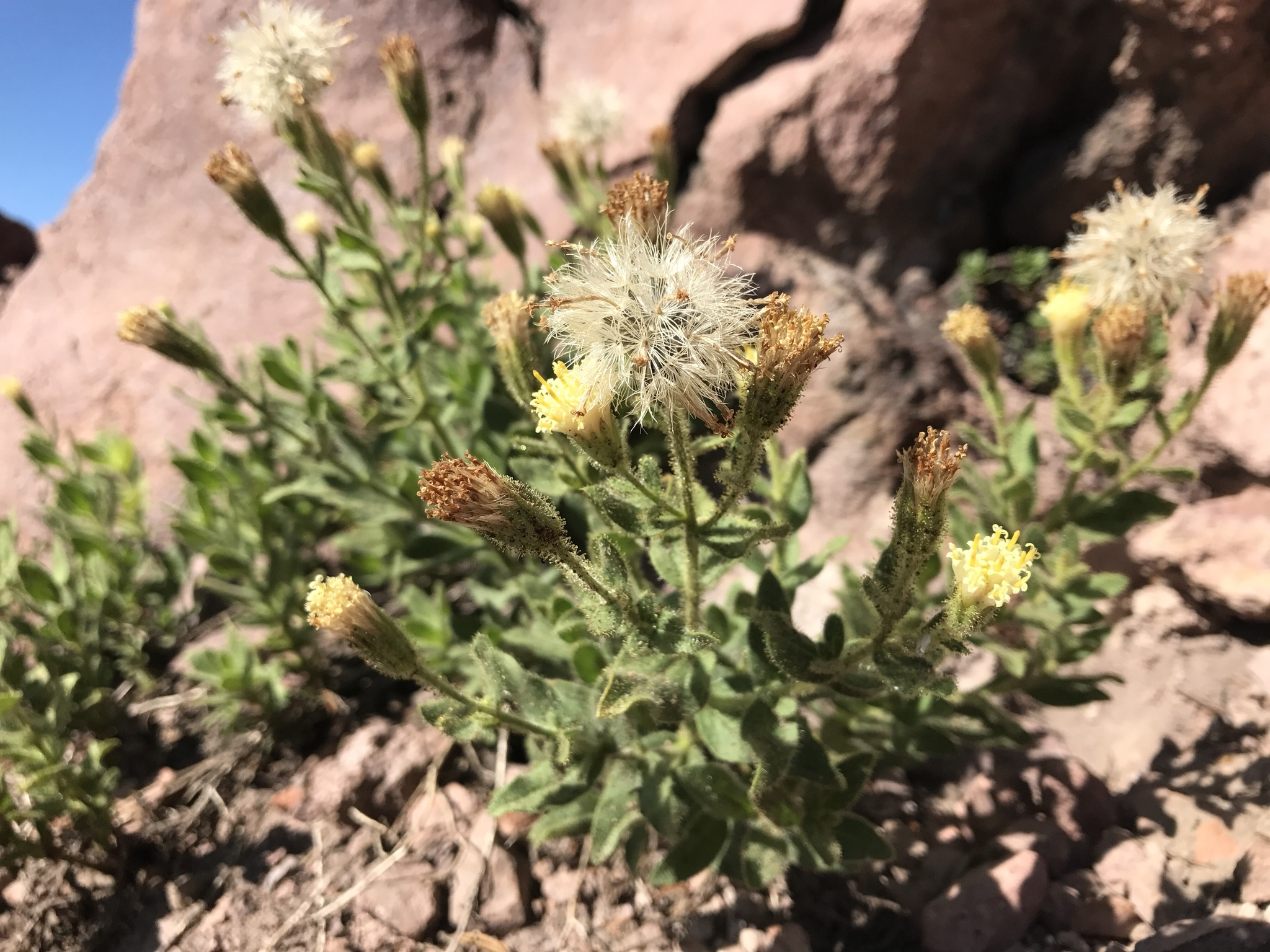
Arnica viscosa (Californie, États-Unis)